# Europees kampioenschap zeilwagenrijden 2007
Het Europees kampioenschap zeilwagenrijden 2007 een door de Internationale Vereniging voor Zeilwagensport (FISLY) georganiseerd kampioenschap voor zeilwagenracers. De 45e editie van het Europees kampioenschap vond plaats in het Britse Hoylake en Pembry.

## Uitslagen

### Heren
| klasse   | Goud                | Zilver      | Brons           |
| Hoylake  | Hoylake             | Hoylake     | Hoylake         |
| -------- | ------------------- | ----------- | --------------- |
| Standart | François Garnavault | Pablo Reyes | Yann Demuysere  |
| Klasse 2 | Johan Sobry         | Wasselin    | Henri Demuysere |
| Klasse 3 | Egon Plovier        | Loic Dupret | François Grard  |
| Klasse 5 | Aurélien Morandière | Henri Durez | Hubert Queval   |
| Pembry   |                     |             |                 |
| Klasse 8 | B. Bartholomeus     | M. Lutz     | S. Schapman     |

### Dames
| klasse     | Goud                              | Zilver               | Brons         |
| Le Touquet | Le Touquet                        | Le Touquet           | Le Touquet    |
| ---------- | --------------------------------- | -------------------- | ------------- |
| Standart   | Marie-Christine Ribaud de Gineste | Christel-Marie Kranz | Julie Saubain |
| Klasse 2   | Imke Borowski                     | Marita Vermeulen     |               |
| Klasse 5   | Marjorie Bernier                  | Olivia Lys           |               |

1963 ·
1964 ·
1965 ·
1966 ·
1967 ·
1968 ·
1969 ·
1970 ·
1971 ·
1972 ·
1973 ·
1974 ·
1975 ·
1976 ·
1977 ·
1978 ·
1979 ·
1980 ·
1981 ·
1982 ·
1983 ·
1984 ·
1985 ·
1986 ·
1987 ·
1988 ·
1989 ·
1990 ·
1991 ·
1992 ·
1993 ·
1994 ·
1995 ·
1996 ·
1997 ·
1998 ·
1999 ·
2000 ·
2001 ·
2002 ·
2003 ·
2004 ·
2005 ·
2006 ·
2007 ·
2009 ·
2010 ·
2011 ·
2013 ·
2015 ·
2016 ·
2017 ·
2019 ·
2020 ·